# 1698 en science
| Années de la science : 1695 - 1696 - 1697 - 1698 - 1699 - 1700 - 1701    |
| Décennies de la science : 1660 - 1670 - 1680 - 1690 - 1700 - 1710 - 1720 |

Cet article présente les faits marquants de l'année 1698 en science.

## Événements

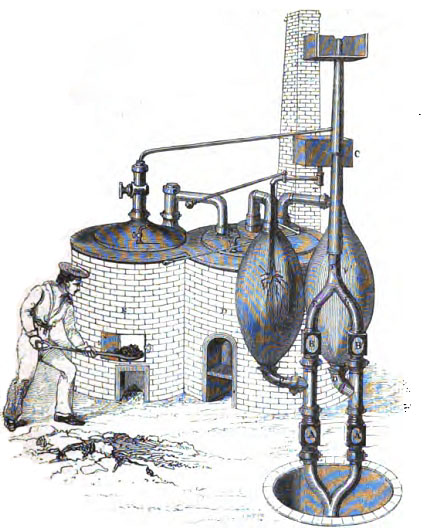
La pompe de Savery, illustration de 1840.

- 25 juillet : brevet de la machine à vapeur de l'ingénieur militaire Thomas Savery (v. 1650-1715)[1]. Employée pour le pompage de l’eau dans les mines de charbon, elle risque d’exploser en raison des très grandes pressions. Pour perfectionner sa machine, Savery s’associe avec Thomas Newcomen en 1705.
- 3 novembre : départ du HMS Paramour (en) sous le commandement d Edmond Halley pour un voyage scientifique pour étudier la déclinaison magnétique terrestre en Atlantique ; il rentre début juillet 1699 sans avoir pu accomplir sa mission[2].
- 14 novembre : mise en service du premier phare d'Eddystone, premier essai de construire un phare pour signaler des bancs de rochers en pleine mer ; il est détruit par un coup de mer le 26 novembre 1703[3].

## Publications
- Christiaan Huygens : Cosmotheoros, sive de terris coelestibus, earumque ornatu, conjecturae, essai de système du monde (posthume). Le célèbre physicien reprend l'idée de Fontenelle de vulgariser la cosmologie de son temps.
- Joseph Pitton de Tournefort : Histoire des plantes qui naissent aux environs de Paris.
- Vauban : Navigation des rivières. Il propose la création de Neuf-Brisach pour la défense de l’Alsace du sud.

## Naissances

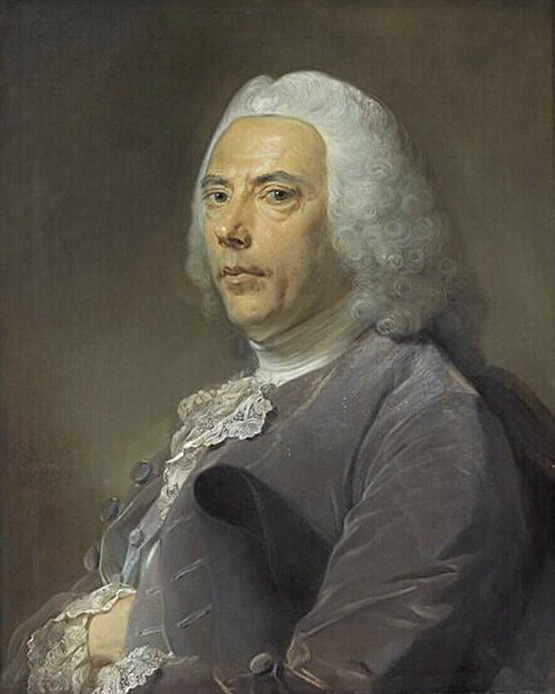
Pierre Bouguer par Jean-Baptiste Perronneau, 1753.

- 7 février : Nicolas Sarrabat (mort en 1739), astronome et scientifique français. En 1729, il observa une comète qui porte son nom.
- 16 février : Pierre Bouguer (mort en 1758), mathématicien, physicien et hydrographe français.
- Février : Colin Maclaurin (mort en 1746), mathématicien écossais, qui utilisa un cas particulier du théorème de Taylor, qui porte aujourd'hui son nom.
- 5 mai : Augustin Danyzy (mort en 1777), professeur de mathématiques et d'hydrographie français.
- 18 août : Samuel Klingenstierna (mort en 1765), mathématicien suédois.
- 14 septembre : Charles François de Cisternay du Fay (mort en 1739), chimiste français.
- 28 septembre : Pierre Louis Moreau de Maupertuis (mort en 1759), philosophe, mathématicien, physicien, astronome et naturaliste français.

- Bernard Forest de Bélidor (mort en 1761), ingénieur militaire et mathématicien français.
- Deidier (mort en 1746), mathématicien français.
- Robert Benet de Montcarville (mort en 1771), mathématicien français.
- Sámuel Mikoviny (en) (mort en 1750), mathématicien et ingénieur hongrois.

## Décès
- 17 janvier : Moyse Charas (né en 1619), pharmacien français.
- 18 juillet : Carlo Renaldini (né en 1615), ingénieur militaire, mathématicien, physicien et philosophe italien.
- 4 novembre : Rasmus Bartholin (né en 1625), médecin danois qui étudia la biréfringence du spath d'Islande.